# كريستوفر فـان هاوزن
كريستوفر فـان هاوزن (بالإنجليزية: Christopher van Huizen)‏ هو لاعب كرة قدم سنغافوري في مركز الوسط، ولد في 28 نوفمبر 1992 في سنغافورة. شارك مع منتخب سنغافورة لكرة القدم. أما مع النوادي، فقد لعب مع ليونز تويلف ونادي تامبينس روفرز.

## وصلات خارجية
- كريستوفر فـان هاوزن على موقع قاعدة بيانات كرة القدم.إي يو (الإنجليزية)
- كريستوفر فـان هاوزن على موقع ناشيونال فوتبول تيمز (الإنجليزية)
- كريستوفر فـان هاوزن على موقع Soccerway.com (الإنجليزية)